# シノーペー包囲戦
シノーペー包囲戦（シノーペーほういせん、ギリシア語: Πολιορκία της Σινώπης）またはスィノプ包囲戦（スィノプほういせん、トルコ語: Sinop Kuşatması）は、1214年にカイカーウス1世（在位: 1211年–1220年）率いるルーム・セルジューク朝がトレビゾンド帝国領のシノーペー（現トルコ共和国スィノプ）を攻略、征服した戦い。アナトリア半島北岸に位置し黒海に面するシノーペーは、トレビゾンド帝国にとって重要な港湾都市であった。トレビゾンド皇帝アレクシオス1世（在位: 1204年–1222年）が敗れて捕虜となり、街は11月1日に降伏した。少し後の時代のルーム・セルジューク朝の年代記作者イブン・ビービーが、戦いの模様を書き残している。

## 戦闘
イブン・ビービーによると、アレクシオス1世がルーム・セルジューク朝の領土を侵していると報告を受けたカイカーウス1世は、シノーペーの征服を決断し遠征軍を組織した。カイカーウス1世と配下のベイたちはシノーペーに行ったことがある者を集めて計画を立て、長い包囲戦となることを覚悟した。ところがそこに、500人の兵を率いて狩りをしていたアレクシオス1世がルーム・セルジューク朝側の斥候部隊（他の話では遊牧民部隊）に襲われて捕虜となり、カイカーウス1世のもとへ送られてきた。カイカーウス1世はアレクシオス1世に皇帝の名のもとにシノーペー開城を呼びかけるよう求めたが、アレクシオス1世は拒否した。『サルジューク・ナーマ』によれば、ベーラムという名の指揮官が率いる1000人の軍勢が海からシノーペー市街に切り込み、港の船を焼いてギリシア人や西ヨーロッパ人数人を殺した。その時点でシノーペーは降伏した。
一次史料ではトレビゾンド側の指揮官はアレクシオス1世であるとして一貫しているが、ヤーコプ・フィーリプ・ファルメライアーをはじめとして、近代の歴史家の間からアレクシオス1世の弟で共同皇帝のダヴィドがシノーペーの戦いを指揮し、ここで戦死したという認識が広まった。例えばアレクサンドル・ヴァシリーエフ（1936）は「アレクシオス、すなわちトレビゾンドの初代皇帝の名の方がもちろん有名である......その弟ダヴィド、当時の実際のシノーペーの支配者よりは。しかしダヴィドの名は1214年以降に史料に登場しないので、ダヴィドはこのトルコ人の最初のシノーペー征服時に殺されたと結論付けることができるだろう。」と述べている。ただ、より後の研究において、ダヴィドは修道僧となって亡命し、1212/13年にアトス山で死去していたことが明らかとなっている。

## 歴史的意義
これ以降シノーペーは、1254年から1265年にかけてトレビゾンド帝国が一時的に奪回したのを除けばトルコ人の支配下に置かれ続けることとなり、ここを奪われたトレビゾンド帝国はアナトリア西部の発展した旧ビザンツ・ニカイア帝国領と切り離された。またトレビゾンド帝国はルーム・セルジューク朝への貢納を強いられる属国の地位に甘んじることとなった。この関係は1222年から1223年にかけてルーム・セルジューク朝が首都トレビゾンドを包囲したものの失敗に終わり撤退する（トレビゾンド包囲戦 (1222年-1223年)）まで続いた。アメリカのビザンツ学者ウォーレン・トレッドゴールドは、シノーペーの陥落が結果的に「トレビゾンドをニカイア帝国の攻撃から守ることとなった」一方で、同時に「それゆえアレクシオスのビザンツ帝位請求は空虚なものとなり、トレビゾンド帝国の重要性は一地域内にとどまるものでしかなくなった」と分析している。
ロシアのビザンツ学者ルスタム・シュクロフは、シノーペーの陥落が「ビザンツ・ギリシア人がビザンツの最前線の北方地帯で戦略的イニシアティブを握れる可能性を永久に失ったことを意味する」とし、ビザンツ後継諸国全体にとって深刻な影響を及ぼしたとしている。アナトリア半島におけるビザンツ系勢力の領域は、セルジューク朝により2つに分断されることとなった。西側の領域は14世紀までにほとんど滅ぼされ、新しい支配者に同化していった。一方の東側、すなわちトレビゾンド帝国は15世紀まで生き延びた。セルジューク朝はシノーペーを制圧したことで、コンスタンティノープルや、黒海北岸のクリミア半島・南ロシア平原へ征服の手を伸ばす戦略的な道筋を手に入れた。